# Гаррі Суттар
Гаррі Джеймс Суттар (англ. Harry James Souttar; нар. 22 жовтня 1998, Абердин) — австралійський футболіст, захисник англійського клубу «Лестер Сіті».
Виступав, зокрема, за клуби «Данді Юнайтед» та «Сток Сіті», а також національну збірну Австралії.

## Клубна кар'єра
Народився 22 жовтня 1998 року в місті Абердин. Вихованець футбольної школи клубу «Данді Юнайтед». Дорослу футбольну кар'єру розпочав 2015 року в основній команді того ж клубу, в якій провів один сезон, взявши участь у 2 матчах чемпіонату.  У складі «Данді Юнайтед» був одним з головних бомбардирів команди, маючи середню результативність на рівні 0,5 гола за гру першості.
Своєю грою за цю команду привернув увагу представників тренерського штабу клубу «Сток Сіті», до складу якого приєднався 2016 року. Відіграв за команду з міста Сток-он-Трент наступні два сезони своєї ігрової кар'єри.
Згодом з 2018 по 2020 рік грав у складі команд «Росс Каунті» та «Флітвуд Таун».
До складу клубу «Сток Сіті» приєднався 2020 року. Відіграв за команду з міста Сток-он-Трент 61 матч в національному чемпіонаті.
31 січня 2023 року підписав контракт з клубом «Лестер Сіті».

## Виступи за збірні
2015 року дебютував у складі юнацької збірної Шотландії (U-17), загалом на юнацькому рівні взяв участь у 5 іграх.
Протягом 2019–2021 років залучався до складу молодіжної збірної Австралії. На молодіжному рівні зіграв у 4 офіційних матчах.
Пройшов кваліфікацію на Олімпійські ігри в Токіо. Був частиною олімпійської команди. Команда обіграла Аргентину в першому груповому матчі, але не змогла виграти ще один матч. Тому вони не змагалися за медалі.
10 жовтня 2019 року дебютував за національну збірну Австралії у відбірковому матчі Чемпіонату світу проти Непалу, і двічі забив у переможному двобої (5–0). Забив ще два голи в матчі проти Китайського Тайбею (7-1) у своїй другій грі за національну збірну.
З ростом 1,98 метра (6 футів 6 дюймів) Суттар є другим найвищим гравцем, який представляв національну збірну Австралії, після Желько Калаца (2,02 метра (6 футів 8 дюймів)).
У листопаді 2022 року він був включений до складу збірної Австралії на Чемпіонат світу з футболу 2022 року.
| Дата       | Місто      | Господарі         | Результат | Гості             | Турнір            | Голи | Примітки |
| ---------- | ---------- | ----------------- | --------- | ----------------- | ----------------- | ---- | -------- |
| 10-10-2019 | Канберра   | Австралія         | 5 – 0     | Непал             | Відбір до ЧС 2022 | 2    |          |
| 15-10-2019 | Гаосюн     | Китайський Тайбей | 1 – 7     | Австралія         | Відбір до ЧС 2022 | 2    |          |
| 7-6-2021   | Ель-Кувейт | Австралія         | 5 – 1     | Китайський Тайбей | Відбір до ЧС 2022 | 1    |          |
| 11-6-2021  | Ель-Кувейт | Непал             | 0 – 3     | Австралія         | Відбір до ЧС 2022 | -    |          |
| 15-6-2021  | Ель-Кувейт | Австралія         | 1 – 0     | Йорданія          | Відбір до ЧС 2022 | 1    | 55'      |
| 2-9-2021   | Доха       | Австралія         | 3 – 0     | КНР               | Відбір до ЧС 2022 | -    |          |
| 5-9-2021   | Ханой      | В'єтнам           | 0 – 1     | Австралія         | Відбір до ЧС 2022 | -    |          |
| 7-10-2021  | Доха       | Австралія         | 3 – 1     | Оман              | Відбір до ЧС 2022 | -    |          |
| 12-10-2021 | Сайтама    | Японія            | 2 – 1     | Австралія         | Відбір до ЧС 2022 | -    | 90+3'    |
| 11-11-2021 | Сідней     | Австралія         | 0 – 0     | Саудівська Аравія | Відбір до ЧС 2022 | -    | 78'      |
| Усього     |            | Матчів            | 10        |                   | Голів             | 6    |          |